# John Fillmore Hayford
John Fillmore Hayford (19 mai 1868 – 10 mars 1925) était un géodésiste américain. Ses travaux ont porté sur l'étude de l'isostasie et la construction d'un ellipsoïde de référence pour approximer la figure de la Terre. Hayford a été élu à l'Académie américaine des sciences en 1911 et à la Société américaine de philosophie en 1915. Le cratère Hayford, situé de l'autre côté de la Lune, porte son nom. Le mont Hayford, un sommet de 1 871 m situé près de Metlakatla, en Alaska, aux États-Unis, porte son nom.